# Страх і відчай у Третій імперії
«Страх і відчай у Третій імперії» — радянський художній телефільм-спектакль, поставлений в 1965 році Д. Карасиком і А. Павловим на Ленінградському телебаченні на основі однойменної п'єси Бертольта Брехта. Фільм став в СРСР дебютом творів Брехта на екрані, був тепло прийнятий телеглядачами.

## Сюжет
Телефільм складається з п'ятнадцяти сцен про побут і звичаї нацистської Німеччини кінця 1930-х років. Політична і психологічна драма покликана показати як нацизм проникає в усі сфери життя німецького суспільства цього періоду.

## У ролях
- Олег Басілашвілі — Тео, нацист-штурмовик
- Еммануїл Віторган — Франц Лінке, брат офіціантки
- Михайло Волков — Таллінгер, слідчий
- Галина Демидова — епізод
- Сергій Карнович-Валуа — професор, лікар
- Йосип Конопацький — чоловік Юдіфі
- Юхим Копелян — Карл, знайомий подружжя Клімбч
- Микола Корн — прокурор Шпітц
- Лев Лемке — автор
- Олег Окулевич — суддя Голь
- Марія Призван-Соколова — Марі, прислуга судді
- Владислав Стржельчик — Фей, радник
- Зінаїда Шарко — фрау Фурке
- Лідія Штикало — Юдіф
- Ізіль Заблудовський — офіцер-есесівець
- Ольга Лебзак — епізод
- Сергій Поначевний — епізод
- Марина Адашевська — офіціантка
- Дмитро Прощалигін — помічник судді
- Євген Горюнов — арештант
- Борис Льоскін — лікар в окулярах
- Адольф Шестаков — Макс
- Людмила Жукова — дружина Віллі
- Анатолій Кузнецов — Віллі
- Гліб Сєлянін — солдат гітлерюгенда
- Адріан Філіппов — шарфюрер
- Іван Краско — робітник
- Володимир Еренберг — робітник
- Валерій Фетисов — поранений
- Емма Попова — епізод

## Знімальна група
- Режисер — Давид Карасик
- Оператор — Володимир Геллерман
- Композитор — Яків Вайсбурд
- Художник — Сергій Скінтєєв